# Great Stuff
Great Stuff – dwudziesty czwarty singel niemieckiego DJ-a i producenta - Tomcrafta, wydany w duecie z Eniaciem 21 grudnia 2003 w Niemczech przez wytwórnię Great Stuff Recordings (wydanie 12"). Utwór pochodzi z [debiutanckiego albumu Tomcrafta - All I Got (dwunasty i ostatni singel z tej płyty, wydany dzień po ukazaniu się drugiego albumu - MUC). Na singel składa się tylko utwór tytułowy w dwóch wersjach (12").

## Lista utworów
1. Great Stuff (Original Mix) (6:48)
2. Great Stuff ("Lilly Was Here" Mix) (6:26)